# Kamerun i olympiska sommarspelen 1984
Kamerun deltog med 46 deltagare vid de olympiska sommarspelen 1984 i Los Angeles. Totalt vann de en bronsmedalj.

## Medaljer

### Brons
- Martin Ndongo-Ebanga - Boxning, lättvikt.

## Cykling
Herrarnas linjelopp
- Alain Ayissi — fullföljde inte (→ ingen placering)
- Joseph Kono — fullföljde inte (→ ingen placering)
- Dieudonné Ntep — fullföljde inte (→ ingen placering)
- Thomas Siani — fullföljde inte (→ ingen placering)

## Fotboll
Herrar
Gruppspel
|             | Spelade | Vinster | Oavgjorda | Förluster | Gjorda mål | Insläppta mål | Poäng |
| ----------- | ------- | ------- | --------- | --------- | ---------- | ------------- | ----- |
| Jugoslavien | 3       | 3       | 0         | 0         | 7          | 3             | 6     |
| Kanada      | 3       | 1       | 1         | 1         | 4          | 3             | 3     |
| Kamerun     | 3       | 1       | 0         | 2         | 3          | 5             | 2     |
| Irak        | 3       | 0       | 1         | 2         | 3          | 6             | 1     |

## Friidrott
Herrarnas 400 meter
- Mama Moluh
  - Heat — 48,90 (→ gick inte vidare)

Herrarnas längdhopp
- Ernest Tche Noubossie
  - Kval — 6,76m (→ gick inte vidare, 29:e plats)

Damernas 100 meter
- Cecile Ngambi
  - Första heatet — 1,.67s
  - Andra heatet — 11,82s
  - Semifinal — 11,91s (→ gick inte vidare)

- Ruth Enang Mesode
  - Första heatet — 11,81s
  - Andra heatet — 12,02s (→ gick inte vidare)

Damernas diskuskastning
- Agathe Ngo Nack
  - Kval — 38,32m (→ gick inte vidare)

Damernas spjutkastning
- Agnes Tchuinte
  - Kval — 55,94m (→ gick inte vidare)